# Piek (kerstversiering)

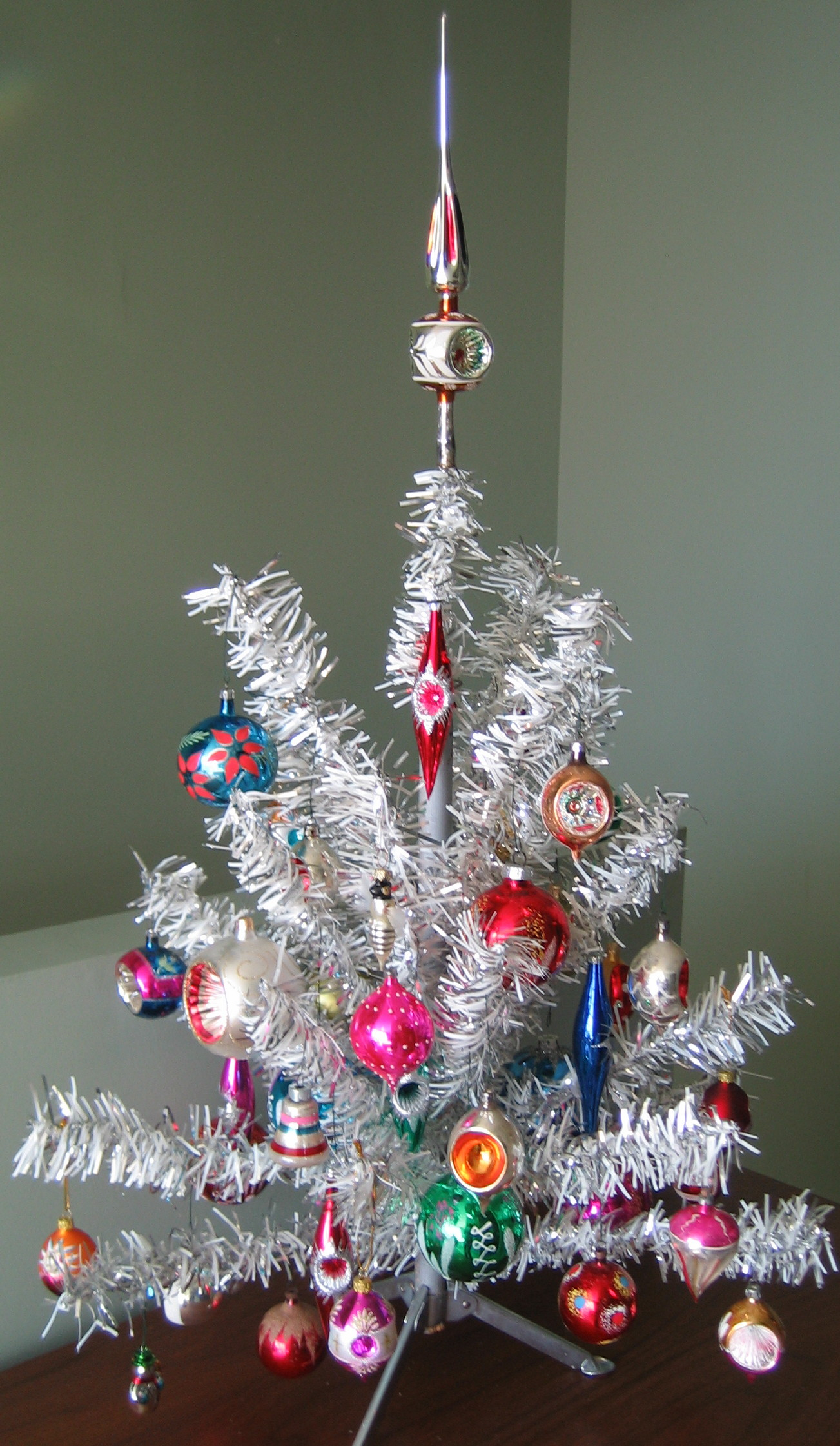
Piek op een aluminium kerstboompje

Een piek maakt deel uit van de versiering van de kerstboom. Zij wordt altijd boven in de boom geplaatst, waardoor haar spitse vorm de lucht in wijst en daarmee het hoogste punt van de kerstboom is. Soms ziet men ook pieken in de vorm van een ster of een engel.

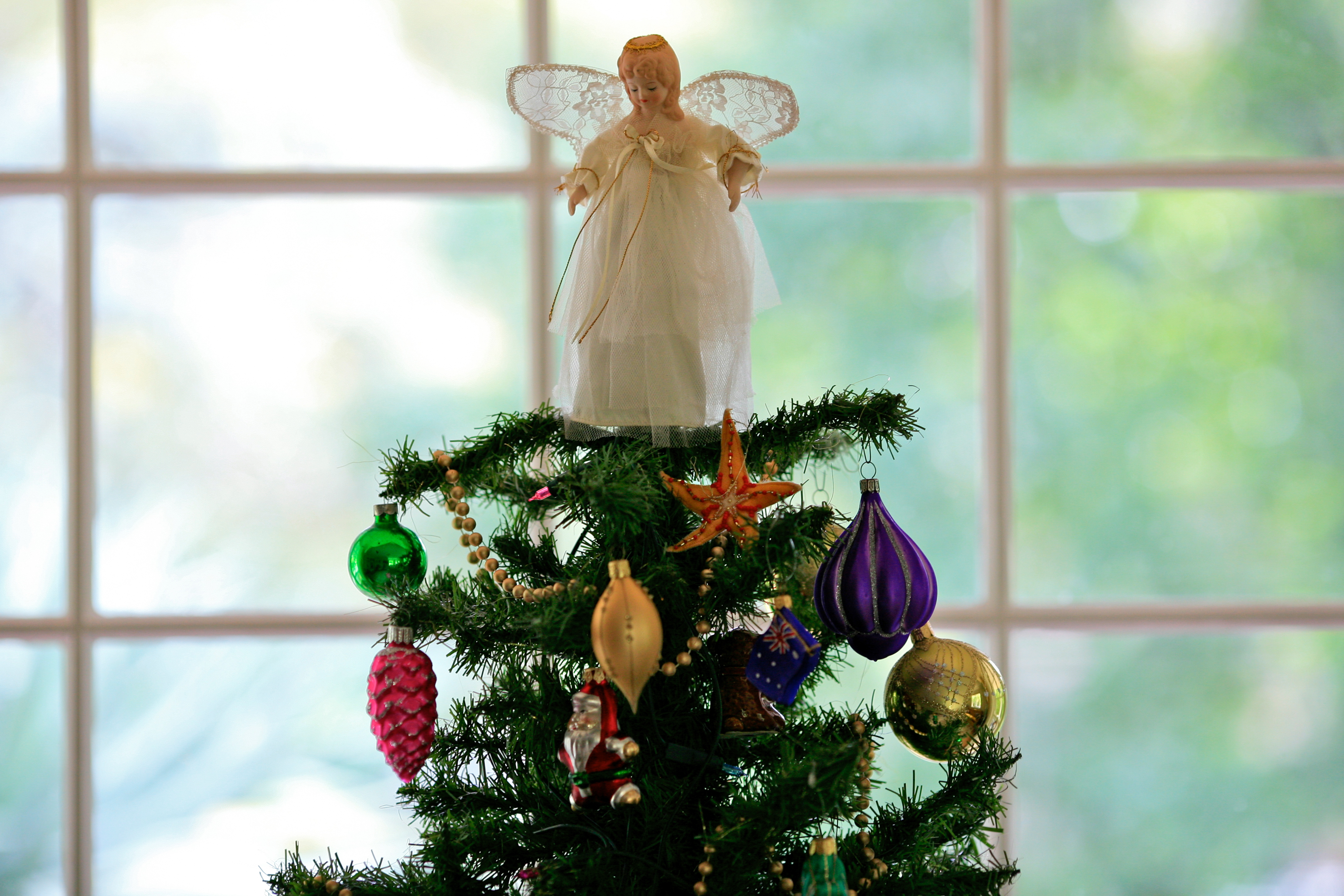
Piek in de vorm van een engel
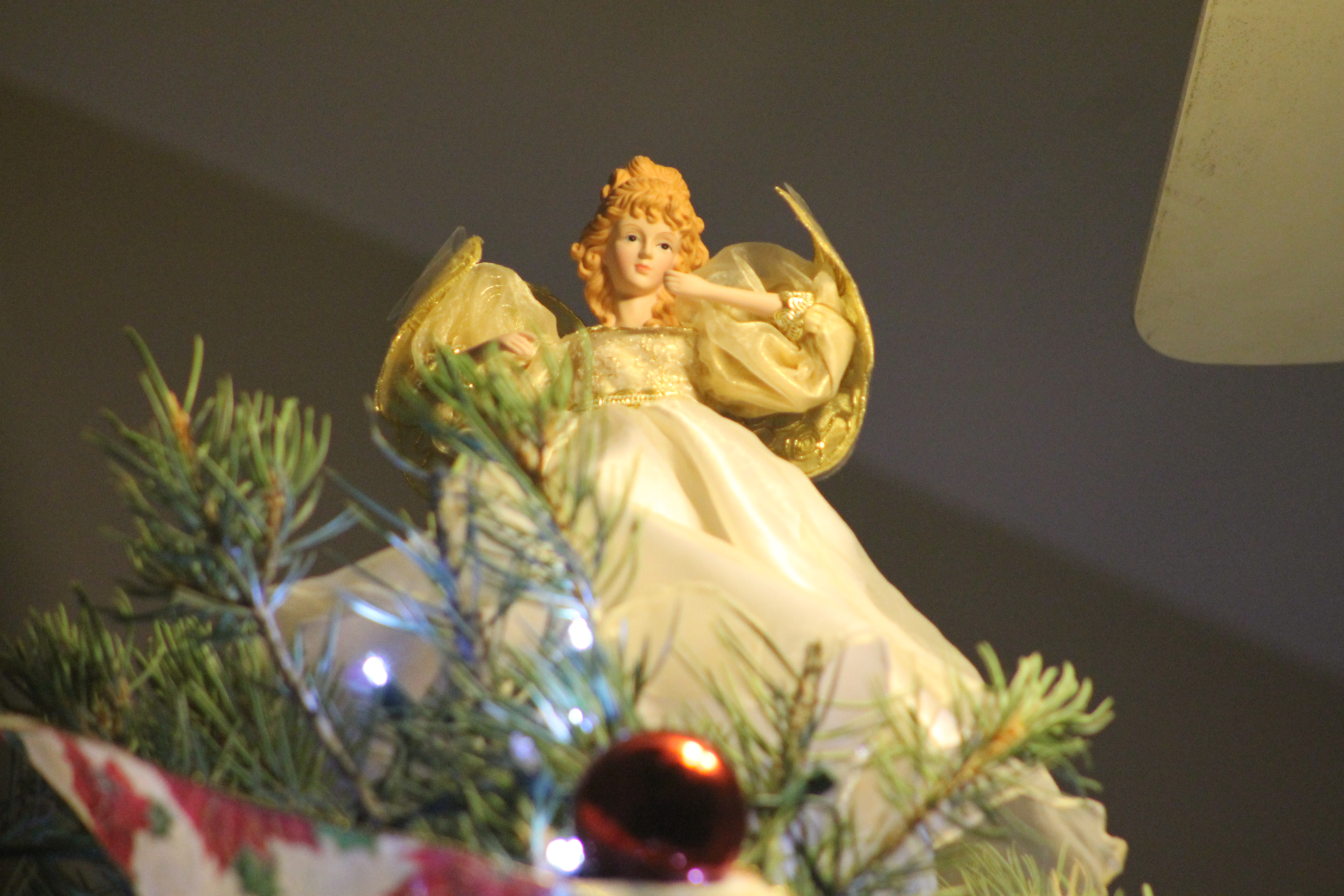
Een engel bovenop een kerstboom

Het is niet precies duidelijk wat de herkomst van de piek is. Volgens sommige bronnen verwijst de piek naar de Ster der Wijzen of een geabstraheerde weergave daarvan. Volgens een andere theorie zou de piek een gespieste appel zijn (vergelijk de vorm van de piek), daar appels van oudsher een versiering waren van de Germaanse boom op het Joelfeest, het Germaanse Zonnewendefeest.